# Alfred Flatow
Alfred Flatow (ur. 3 października 1869 w Gdańsku, zm. 28 grudnia 1942 w Terezinie) – niemiecki atleta, zdobywca trzech złotych medali i jednego srebrnego na Igrzyskach Olimpijskich w 1896 roku w Atenach.

## Życiorys
Flatow z niemiecką drużyną gimnastyczną zdobył dwa złote medale na olimpiadzie w Atenach – w ćwiczeniach na drążku i w ćwiczeniach na poręczy. Do tych sukcesów dodał złoty medal zdobyty indywidualnie w konkurencji ćwiczenia na poręczach oraz srebrny w ćwiczeniach na drążku. Uczestniczył też bez sukcesu w konkurencjach indywidualnych w ćwiczeniach na kółkach, ćwiczeniach na koniu z łękami i skoku przez konia. W tychże igrzyskach występował także jego kuzyn Gustav Flatow.
Po przejęciu władzy przez nazistów w Niemczech w 1933 i Holokauście, przez żydowskie pochodzenie musiał uciec do Holandii w 1938. Kiedy nazistowskie Niemcy najechały Holandię, został uwięziony i deportowany do obozu koncentracyjnego Theresienstadt i zmarł tam w wieku 73 lat. Jego kuzyna Gustava Flatowa też objął Holokaust i zmarł w Theresienstadt w 1945 roku.